# Anourosorex schmidi
Anourosorex schmidi là một loài động vật có vú trong họ Chuột chù, bộ Soricomorpha. Loài này được Petter mô tả năm 1963.